# Óxido de litio y cobalto
El óxido de litio y cobalto, a veces denominado cobalato de litio o cobaltita de litio, es un compuesto químico cuya fórmula es LiCoO2. Los átomos de cobalto se encuentran formalmente en el estado de oxidación +3, de ahí el nombre IUPAC de óxido de cobalto de litio (III).
El óxido de litio y cobalto es un sólido cristalino de color azul oscuro o gris azulado, y se utiliza habitualmente en los electrodos positivos de las baterías de iones de litio.

## Estructura
La estructura del LiCoO2 se ha estudiado con numerosas técnicas, como difracción de rayos X, microscopía electrónica, difracción de neutrones en polvo y EXAFS.
El sólido está formado por capas de cationes de litio monovalentes (Li+) que se encuentran entre láminas aniónicas extendidas de átomos de cobalto y oxígeno, dispuestas como octaedros de bordes compartidos, con dos caras paralelas al plano de la lámina. Los átomos de cobalto se encuentran formalmente en el estado de oxidación trivalente (Co3+) y están intercalados entre dos capas de átomos de oxígeno (O2-).
En cada capa (cobalto, oxígeno o litio), los átomos están dispuestos en una red triangular regular. Las retículas están desplazadas de modo que los átomos de litio están más alejados de los átomos de cobalto, y la estructura se repite en la dirección perpendicular a los planos cada tres capas de cobalto (o litio). La simetría de grupo puntual es {\displaystyle R{\bar {3}}m} en notación Hermann-Mauguin, lo que significa una celda unitaria con triple simetría rotacional impropia y un plano especular. El triple eje de rotación (que es normal a las capas) se denomina impropio porque los triángulos de oxígeno (que están en lados opuestos de cada octaedro) están desalineados.

## Preparación
El óxido de litio-cobalto totalmente reducido puede prepararse calentando una mezcla estequiométrica de carbonato de litio Li2CO3 y óxido de cobalto(II,III) Co3O4 o cobalto metálico a 600-800 °C y, a continuación, recociendo el producto a 900 °C durante muchas horas, todo ello bajo una atmósfera de oxígeno.
También se pueden obtener partículas de tamaño nanométrico más adecuadas para su uso como cátodo mediante la calcinación de oxalato de cobalto hidratado β-CoC2O4·2H2O, en forma de cristales en bastón de unos 8 μm de largo y 0,4 μm de ancho, con hidróxido de litio LiOH, hasta 750-900 °C.
Un tercer método utiliza acetato de litio, acetato de cobalto y ácido cítrico en cantidades molares iguales, en solución acuosa. El calentamiento a 80 °C convierte la mezcla en un gel viscoso transparente. A continuación, el gel seco se tritura y se calienta gradualmente hasta 550 °C.

## Uso en baterías recargables (níquel cobalto)

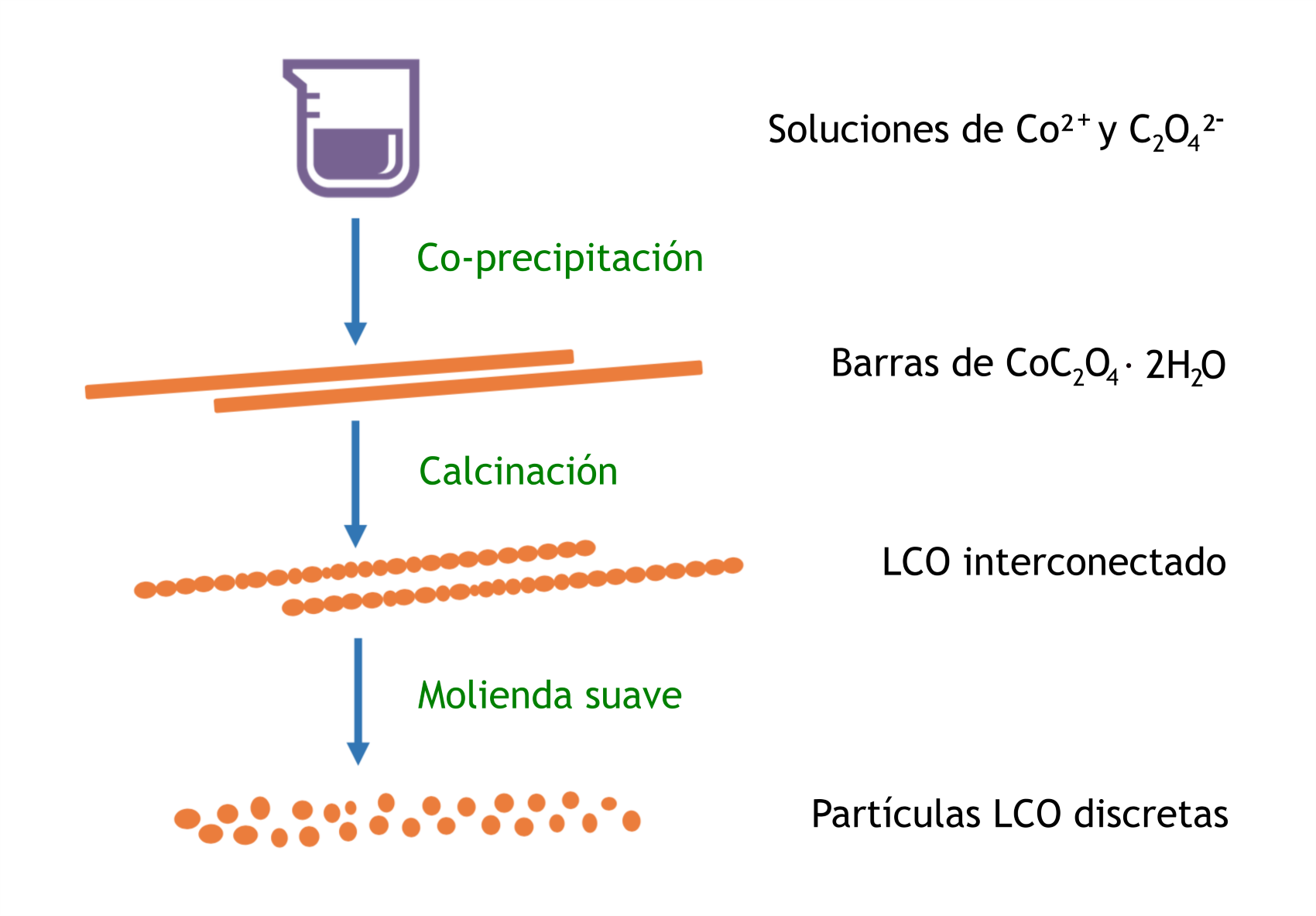
Una ruta de síntesis para producir óxido de cobalto y litio (LCO) de tamaño nanométrico o submicrométrico con el fin de alcanzar altas velocidades en baterías de iones de litio.

La batería LFP tiene la ventaja de no necesitar cobalto.
La utilidad del óxido de  litio y cobalto como electrodo de intercalación fue descubierta en 1980 por un grupo de investigación de la Universidad de Oxford dirigido por John B. Goodenough y Koichi Mizushima, de la Universidad de Tokio.
En la actualidad, el compuesto se utiliza como cátodo en algunas baterías recargables de iones de litio, con tamaños de partícula que oscilan entre nanómetros y micrómetros. Durante la carga, el cobalto se oxida parcialmente al estado +4, y algunos iones de litio pasan al electrolito, dando lugar a una serie de compuestos LixCoO2 con 0 < x < 1.
Las baterías fabricadas con cátodos de óxido de litio y cobalto LiCoO2 tienen capacidades muy estables, pero sus capacidades y potencia son inferiores a las de las baterías con cátodos basados en óxidos de níquel-cobalto, como son las níquel-aluminio (NCA) o níquel-cobalto-manganeso (NCM) (especialmente ricos en níquel). Los problemas de estabilidad térmica son mejores para los cátodos de LiCoO2 que otras químicas ricas en níquel, aunque no significativamente. Esto hace que las baterías de LiCoO2 sean susceptibles de desbordamiento térmico en casos de abuso como el funcionamiento a alta temperatura (>130 °C) o la sobrecarga. A temperaturas elevadas, la descomposición del LiCoO2 genera oxígeno, que reacciona con el electrolito orgánico de la pila. Se trata de un problema de seguridad debido a la magnitud de esta reacción altamente exotérmica, que puede propagarse a las celdas adyacentes o inflamar el material combustible cercano. En general, esto se observa en muchos cátodos de baterías de iones de litio.
No obstante, el óxido de litio y níquel LiNiO2, que está estrechamente relacionado con el NCA y NCM, o el propio óxido de níquel NiO2, que no llevan cobalto, aún no pueden utilizarse como material para baterías porque es mecánicamente inestable, muestra una rápida pérdida de capacidad y presenta problemas de seguridad. En las baterías níquel cobalto (NCM y NCA), el cobalto contribuye de manera crucial a estabilizar la estructura de los enlaces níquel-oxígeno, que son débiles. Gracias al cobalto, se fortalece dicha estructura y se incrementa notablemente la densidad energética.

### Óxido de litio níquel cobalto y manganeso (NCM)
Los óxidos de litio, níquel, cobalto y manganeso (abreviados NMC, Li-NMC, LNMC, LNCM o NCM) son óxidos metálicos mixtos de litio, níquel, manganeso y cobalto con la fórmula general LiNixMnyCo1-x-yO2. Estos materiales se utilizan habitualmente en baterías de iones de litio para dispositivos móviles y vehículos eléctricos, actuando como cátodo de carga positiva.

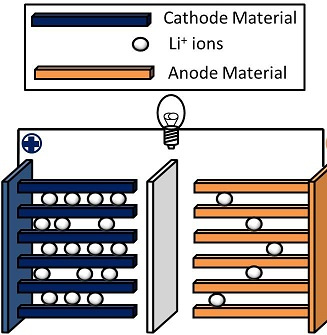
Esquema general de una batería de iones de litio. Los iones de litio se intercalan en el cátodo o el ánodo durante la carga y la descarga.

La optimización del NMC para aplicaciones de vehículos eléctricos reviste especial interés debido a la elevada densidad energética y tensión de funcionamiento de este material.
La reducción del contenido de cobalto en las NMC también es un objetivo actual, debido a los problemas éticos que plantea la extracción de cobalto y al elevado coste del metal. Además, un mayor contenido de níquel proporciona más capacidad dentro de la ventana de funcionamiento estable.

### Óxidos de litio, níquel, cobalto y aluminio (NCA)
Los óxidos de litio, níquel, cobalto y aluminio (abreviados como Li-NCA, LNCA o NCA), son un grupo de óxidos metálicos mixtos. Algunos de ellos son importantes por su aplicación en baterías de iones de litio. Los NCA se utilizan como material activo en el electrodo positivo (que es el cátodo cuando la batería se descarga). Los NCA están compuestos por cationes de los elementos químicos litio, níquel, cobalto y aluminio. Los compuestos de esta clase tienen una fórmula generalLiNixCoyAlzO2  con x + y + z = 1 . En el caso de los NCA que componen las baterías actualmente disponibles en el mercado, que también se utilizan en coches eléctricos y electrodomésticos, x ≈ 0,8, y la tensión de dichas baterías se sitúa entre 3,6 V y 4,0 V, con una tensión nominal de 3,6 V o 3,7 V. Una versión de los óxidos actualmente en uso en 2019 es LiNi0.84Co0.12Al0.04O2.